# کاراوشین
کاراوشین (به لاتین: Karavshin) یک منطقهٔ مسکونی در قرقیزستان است که در استان بادکند واقع شده‌است. کاراوشین ۲٬۹۸۳ متر بالاتر از سطح دریا واقع شده‌است.